# Valchid
Valchid (deutsch Waldhütten, ungarisch Válthid) ist ein Dorf im Kreis Sibiu in Rumänien. Es gehört zur Gemeinde Hoghilag (Halvelagen).

## Lage
Valchid liegt etwa in der Mitte Siebenbürgens in einem südlichen Seitental der Târnava Mare (Große Kokel). Die nächsten größeren Städte sind Mediaș (etwa 20 km westlich) und Sighișoara (ca. 20 km nordöstlich).

## Geschichte
Valchid wurde 1317 erstmals urkundlich erwähnt. Es lag auf Königsboden und war ein Dorf der Siebenbürger Sachsen.

## Bevölkerung
Die Ortschaft wurde über Jahrhunderte von der deutschstämmigen Bevölkerung geprägt. So waren im Jahr 1850 von 932 Bewohnern 642 Deutsche. Deren Anzahl nahm nach dem Zweiten Weltkrieg langsam, nach der Revolution von 1989 rapide ab. 2002 lebten in Valchid noch 684 Personen, von denen sich 4 als deutsch, 622 als Rumänen, 20 als Roma, 31 als Ungarn und 7 als Angehörige anderer Nationalitäten bezeichneten.

## Verkehr
Der Ort liegt an einer unbefestigten Fahrstraße, die von der im Kokeltal verlaufenden Nationalstraße (drum național) DN 14 abzweigt und nach Copșa Mare führt. Öffentliche Verkehrsmittel berühren Valchid nicht (Stand 2005). Der nächste Bahnhof befindet sich ca. 10 km nördlich des Ortes an der Bahnstrecke Teiuș–Brașov.

## Sehenswürdigkeiten
- Im Zentrum des Ortes ist die 1390 errichtete Saalkirche, die im 15. und 16. Jahrhundert durch Türme und Mauern zur Kirchenburg ergänzt wurde.[2]

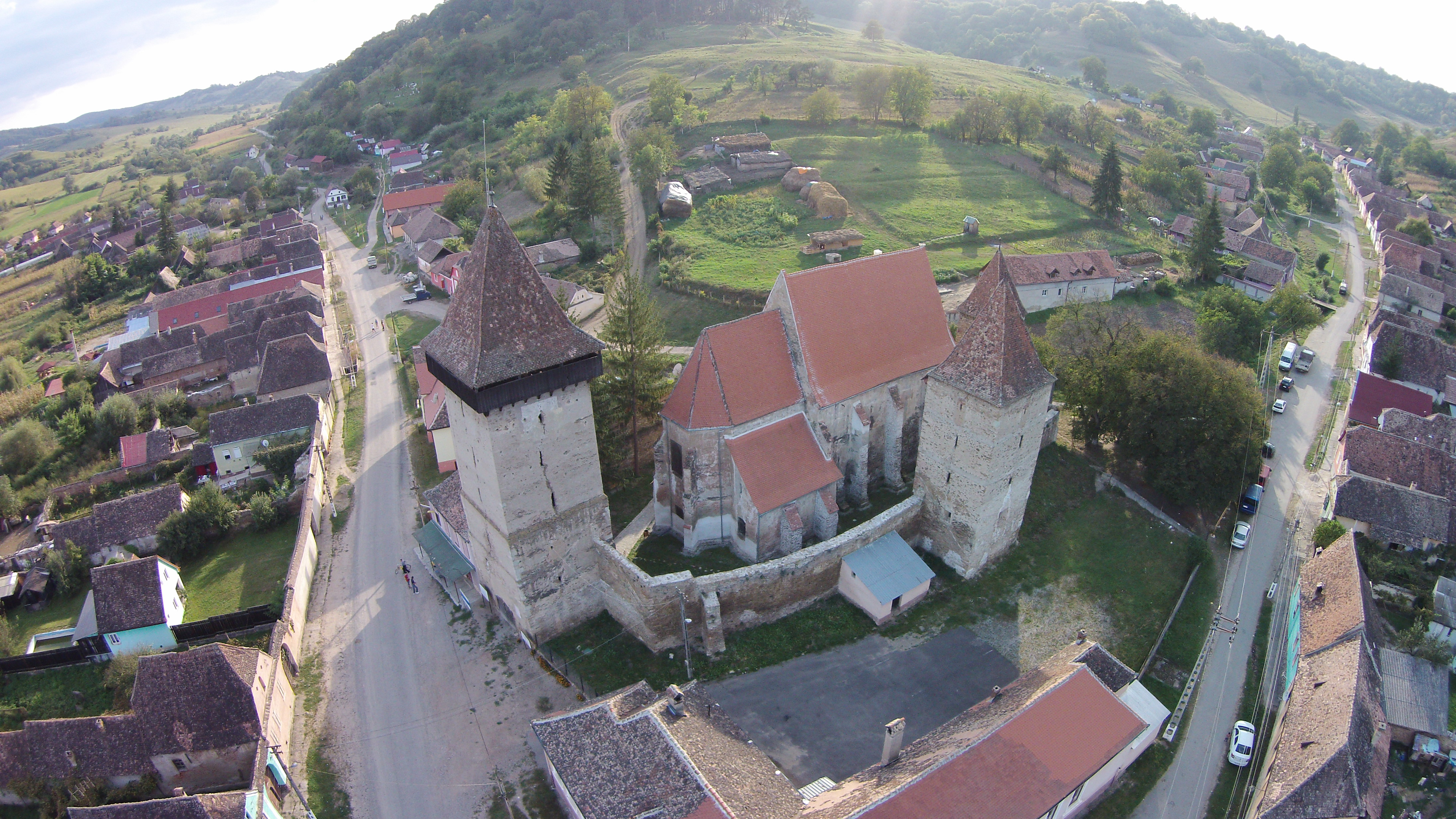
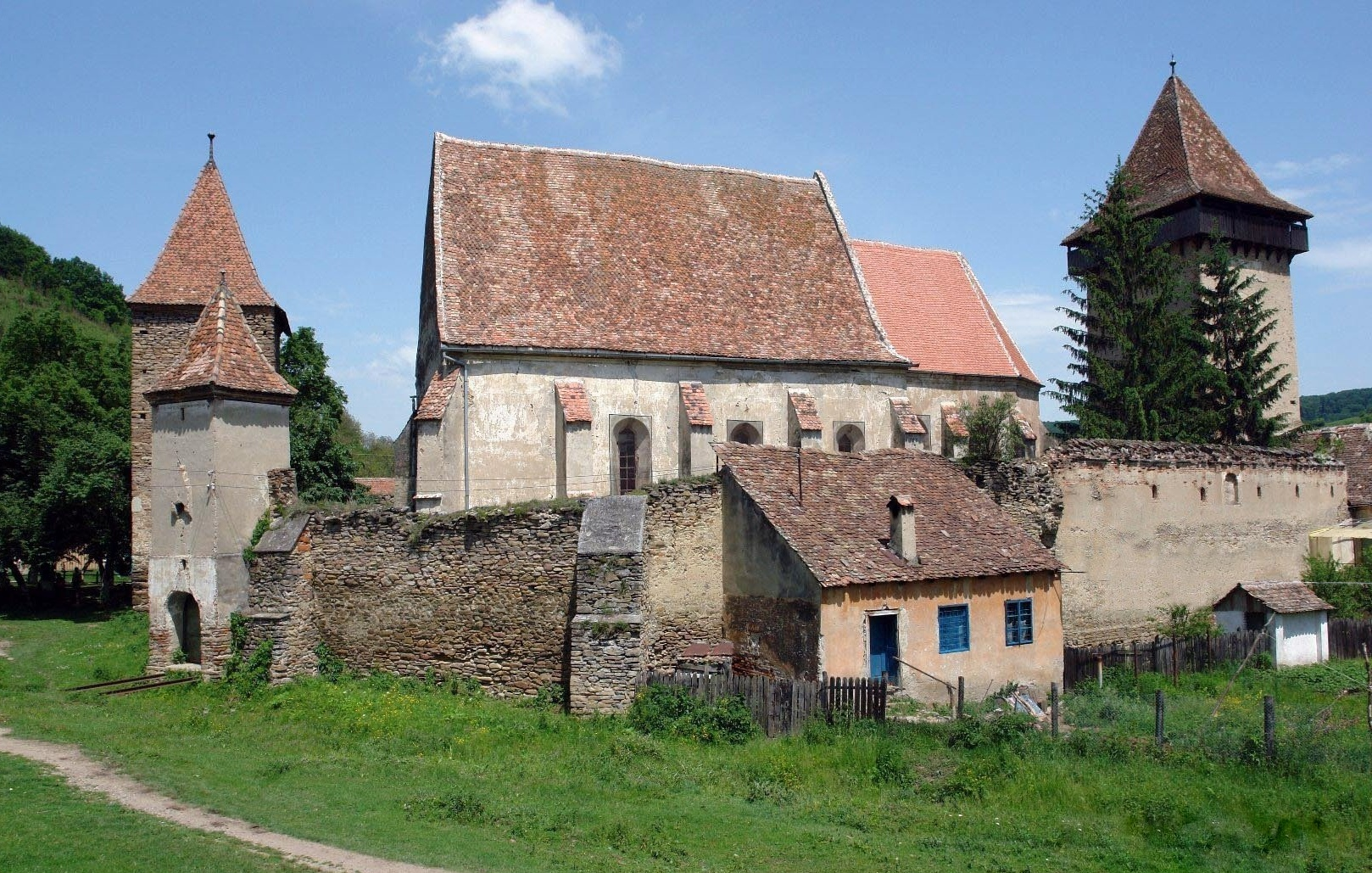
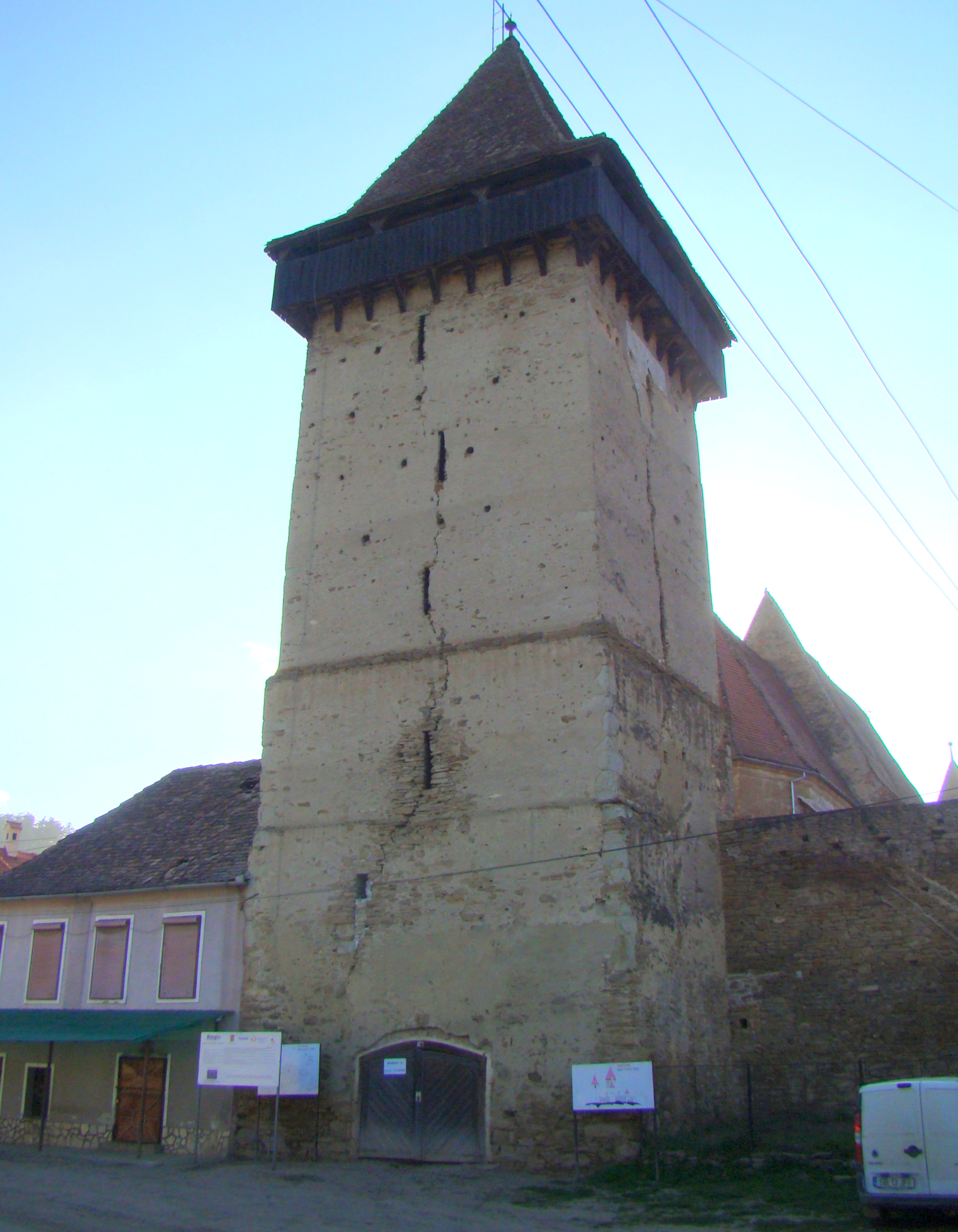